# Sérine O-acétyltransférase
La sérine O-acétyltransférase, ou SAT, est une acétyltransférase qui catalyse la réaction :
Acétyl-CoA + L-sérine  {\displaystyle \rightleftharpoons }  CoA + O-acétyl-L-sérine.
Cette enzyme intervient dans la conversion de la sérine en cystéine chez les plantes et les bactéries. L'activité enzymatique est portée par le domaine N-terminal de la protéine, domaine qui est conservé chez tous ces organismes. Ce domaine est constitué de huit hélices α et son site actif contient une triade catalytique formée notamment par les résidus His158 et Asp143 avec le substrat, ce qui catalyse son acétylation.